# Boulleret
Boulleret é uma comuna francesa na região administrativa do Centro, no departamento Cher. Estende-se por uma área de 32,57 km². Em 2010 a comuna tinha 1 453 habitantes (densidade: 44,6 hab./km²).